# Desperate Housewives, le jeu
Desperate Housewives, le jeu est un jeu vidéo d'aventure et de simulation de vie sorti le 16 novembre 2006. Basé sur la série télévisée Desperate Housewives, le jeu a été développé par Liquid Entertainment puis édité par Buena Vista Games.

## Histoire
Desperate Housewives, le jeu est organisé en 12 épisodes qui comme la série sont construits autour d'une anaplodiplose : le joueur incarne une femme au foyer qui emménage avec son époux, un médecin, et leur fils adolescent au 4351 Wisteria Lane. Le personnage principal souffre d'amnésie rétrograde en raison d'un accident de jogging survenu dix-neuf ans plus tôt. L'intrigue du jeu s'insère difficilement dans la chronologie de la série mais on peut supposer qu'elle se déroule dans une timeline alternative entre les deuxième et troisième saisons.
Le joueur est accueilli par Edie Britt, l'agent immobilier du quartier, qui lui présente Wisteria Lane. Bree Van de Kamp l'invite ensuite à un café avec Susan Mayer, Lynette Scavo et Gabrielle Solis pour se présenter et échanger des potins. En complément des personnages déjà présents dans la série, le joueur pourra sympathiser avec des personnages spécifiquement créés pour le jeu : Daniel Fox, un styliste new-yorkais très extraverti, son frère jumeau Frank, un développeur informatique plus taciturne et Etta Davenport, une voisine apparemment revêche et peu sympathique.
Au fil des épisodes, le joueur devra accomplir des tâches domestiques (ménage, cuisine, jardinage), enquêter sur les secrets du voisinage et protéger sa famille contre plusieurs antagonistes : la secrétaire médicale de son époux Jackie Marlen, la petite amie de son fils Allison Tinsley et son assistante de langue Tabitha Savage. En parallèle, il devra s'appliquer à découvrir ses propres secrets, enfouis dans sa mémoire, en particulier après l’arrivée à Fairview de l'agent du FBI Erik Larsen et du mystérieux homme d’affaires Vincent Corsetti.
Lors du dernier épisode, les secrets du joueur sont révélés au grand jour tandis que son avenir et celui de sa famille sont bouleversés par une prise d'otages dont tout le monde ne sortira pas indemne.

### Les différentes fins
- La femme au foyer tue tout le monde et s'enfuit avec son fils
- La femme au foyer continue à vivre sa vie avec son mari, Vincent Corsetti est arrêté par Erik Larsen
- La femme au foyer recommence une vie avec Erik Larsen, Vincent Corsetti est arrêté et le mari est tué
- La femme au foyer s'enfuit avec Vincent Corsetti, son mari et Erik Larsen sont tués

## Accueil critique et commercial
Le jeu a reçu un accueil mitigé de la part de la presse spécialisée : certaines critiques ont pointé la faiblesse des graphismes et la faible durée de vie. Cependant, d'autres critiques ont souligné le fait que le jeu avait bien capturé l'esprit de la série et que le doublage, bien que non réalisé par les comédiens pour la plupart était passable.
La version originale du jeu comporte également du placement de produit, on retrouve des publicités pour des produits du groupe Unilever commercialisés aux États-Unis (Slim Fast, Caress, Suave...) ainsi que des bons de réduction à imprimer téléchargés grâce à une connexion Internet. Ce placement de produit ne se retrouve pas dans la version française dans la mesure où les produits proposés ne sont pas vendus en France.
En janvier 2009, Desperate Housewives, le jeu s'était vendu à 400 000 exemplaires.